# سام تايلور (مغني)
سام تايلور (بالإنجليزية: Sam Taylor)‏ هو مغني وكاتب أغاني أمريكي، ولد في 25 أكتوبر 1934 في موبيل في الولايات المتحدة، وتوفي في 4 يناير 2009 في أيلانديا في الولايات المتحدة.

## وصلات خارجية
- سام تايلور على موقع ميوزك برينز (الإنجليزية)
- سام تايلور على موقع أول ميوزيك (الإنجليزية)
- سام تايلور على موقع ديسكوغز (الإنجليزية)